# Funaria leibergii
Funaria leibergii là một loài Rêu trong họ Funariaceae. Loài này được (E. Britton) Broth. mô tả khoa học đầu tiên năm 1903.